# Эфиопская ласточка
Эфиопская ласточка (лат. Hirundo aethiopica) — вид птиц из семейства ласточковых. Выделяют два подвида. МСОП присвоил данному виду охранный статус LC.

## Описание
Верх синего цвета, низ — белого. Есть область кирпично-красного цвета в районе лба. Помимо этого присутствуют черные отметины на боках грудки. Эфиопская ласточка обычно имеет длину 13 см. Масса представителей данного вида птиц составляет 10—15 г.

## Биология
Этот вид поедает мух, пчел и ос.

## Распространение
Имеют обширный ареал в Африке. Миграций не совершают.